# Скоренький Петро Омелянович
Петро́ Емілья́нович Скоренький — генерал-майор Збройних Сил України.

## Життєпис
Станом на березень 2014 року — головний інженер авіації Повітряних сил Збройних сил України.

## Нагороди
- орден Богдана Хмельницького III ст. (31 жовтня 2014) — за особисту мужність і героїзм, виявлені у захисті державного суверенітету та територіальної цілісності України, вірність військовій присязі[1].
- орден Данила Галицького (2022) — за особисту мужність і самовіддані дії, виявлені у захисті державного суверенітету та територіальної цілісності України, вірність військовій присязі[2].